# Glicerofosforilcolina
La L-Alfa glicerilfosforilcolina (alfa-GPC, alfoscerato de colina) es un compuesto natural de colina encontrado en el cerebro. Es también un precursor parasimpatomimético de la acetilcolina, que puede tener potencial para el tratamiento de Enfermedad de Alzheimer y la demencia.
La Alfa-GPC entrega rápidamente colina al cerebro atravesando la barrera barrera hematoencefálica y es un precursor biosintético del neurotransmisor acetilcolina. Es un fármaco sin prescripción en la mayoría de países. En los Estados Unidos está clasificado como "generalmente reconocido como seguro" (GRAS, por sus siglas en inglés ).